# Malajzia űrkutatása

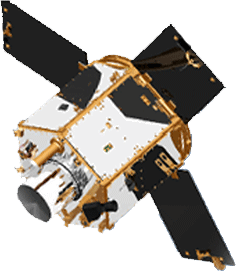
RazakSAT Föld-megfigyelő műhold

Malajzia űrkutatása az 1990-es évek első felében indult meg, első lépésként műholdak segítségével Kelet-Európától Ausztráliáig több mint száz ország távközlési szolgáltatásai érhetők el az ázsiai lakosok számára.

## Történelem
Malajzia miniszterelnöke, dr. Mahathir bin Mohamad 1993-ban felszólította a kormányt, hogy tegyék lehetővé a kommunikációs szolgáltatások kiterjesztését Malajziában és a régióban. A jogszabályok módosításával lehetőséget kell teremteni a magáncégek részvételének is a távközlési műholdak építésére, üzemeltetésére. A kormány 1993-ban létrehozta a Binariang Satellite Systems Sdn (BHD) vállalatot, amely képviselte a kormányt az űrprogramban. 1994-ben a  Malajzia Kelet-Ázsia Műhold program, röviden MEASAT célja, hogy Malajziában, a Fülöp-szigeteken és Indonéziában közvetlen kommunikációs (telefon, televízió, adatátviteli és üzleti hálózatok, oktatás) szolgáltatásokat biztosítsanak. A műholdakat külföldi vállalatok készítettek, a jól bevált platformokra. BHD az első mobil szolgáltató Malajziában aki teljes digitális szolgáltatásokat kínál. A műholdprogram meggyorsította a számítógépes hálózatok növekedését, a felhasználó cégek- és magánszemélyek létszámát.
A műholdak folyamatos építése mellett megkezdődtek a földi üzemeltető egységek (központ és állomások) megépítése, kiképzésre kerültek a központi adó-vevő állomások üzemeltetői.
2002-ben megalakult a maláj National Space Agency of Malaysia (NSA), a Nemzeti Űrügynökség Malajzia (ANGKASA – Agensi Angkasa Negara) melynek célja, hogy elősegítse a hazai tudomány, technológiák és az űripar bevezetését az űrkutatási programokba. Tervei között szerepel egy saját rakéta kifejlesztése, valamint az egyenlítőhöz közeli űrkikötő kialakítása.
Nemzeti Űrügynökség vezetői
- 2002-től Mustafa Din Subaru Dr,
- 2007-től sikerült Mazlan Binti Othman Prof. Dr,

## Műholdak
- Measat–1 az első maláj kommunikációs műhold, amit folyamatosan követett a Measat–2; Measat–3; Measat–3A, majd követni fogják a Measat–3B; Measat–3C műholdak,
- TiungSAT–1 az első maláj mikróműhold. Feladata, segíteni a térképészeti munkákat, a meteorológiai szolgáltatást, az ionoszféra felső rétegeinek vizsgálatát.
- RazakSAT saját fejlesztésű műhold, egy nagy felbontású Föld-megfigyelő videókamerával ellátott, feladata gazdasági, mező- és erdőgazdasági, határőrizeti, katasztrófavédelmi (előrejelzés, mentés segítés), halászati adatok szolgáltatása.

## Emberes űrrepülés
Malajzia miniszterelnöke Mahathir bin Mohamad szerződésben megállapodott, hogy Oroszország két űrhajóst kiképez és egy főt az ISS fedélzetére juttat. A megállapodás ellentételezésére (barter) Malajzia Szuhoj SU–30MKI harci repülőgépeket vásárolt a Légierő részére.

### Kiképzett űrhajósok
- Sheikh Muszaphar Shukor a 37. emberes repülés tagjaként, az első maláj űrhajósként, a Szojuz TMA–11 fedélzetén, kutatóként teljesített szolgálatot a Nemzetközi Űrállomáson (ISS).
- Faiz bin Khaleed a Szojuz TMA–11 kiképzett, tartalék űrhajósa.

## Hold-program
2005-ben a Tudományos Technológiai Innovációs Tanács javaslatot tett a kormány részére, hogy 2020-ra tervezzék meg a Holdra szállás lehetőségét.

## Fordítás
- Ez a szócikk részben vagy egészben a Angkasa című angol Wikipédia-szócikk ezen változatának fordításán alapul.  Az eredeti cikk szerkesztőit annak laptörténete sorolja fel. Ez a jelzés csupán a megfogalmazás eredetét és a szerzői jogokat jelzi, nem szolgál a cikkben szereplő információk forrásmegjelöléseként.